# Aleksandr Sanin
Aleksandr Akimovitj Sanin (russisk: Алекса́ндр Аки́мович Са́нин) (født 15. april 1869 i Berditjev i det Russiske Kejserrige, død 8. maj 1956 i Rom i Italien) var en russisk filminstruktør og skuespiller.

## Filmografi
- Polikusjka (Поликушка, 1922)[1][2]